# Космос-20
Космос-20 — советский космический спутник Земли, запущенный в космос 18 октября 1963 года, также известен как «Зенит-2 № 13». Двадцатый аппарат из серии «Космос», предназначался для разведки и фоторазведки.

## Подготовительные мероприятия
Корабли измерительного комплекса, задействованные в обеспечении полёта, покинули порт и направились к заданным пунктам назначения 9 октября, в связи с чем западные обозреватели были осведомлены о предстоящем запуске.

## Запуск
Для запуска спутника в космос использовалась ракета-носитель 8А92 «Восток-2». Запуск произошёл 18 октября 1963 года в 09:30 GMT с пусковой установки 17П32-5 стартовой площадки 1, также известной как «Гагаринский старт».

## Полёт
Космос-20 был помещен в низкую околоземную орбиту с перигеем в 206 километров, апогеем в 311 километр, с углом наклона плоскости орбиты к плоскости экватора Земли в 65 градусов, и орбитальным периодом в 89,55 минуты. Он провел 9 дней на орбите, выполняя миссию, после чего 26 октября покинул орбиту и выполнил посадку на территорию СССР с помощью спускаемого аппарата.
По сообщению ТАСС, спутник нёс на борту радиопередающую аппаратуру, ведшую передачу на частоте 19,995 мГц.